# Бринько, Николай Андреевич
Николай Андреевич Бринько (1917, Примощаница, Винницкий уезд, Подольская губерния, Российская империя—?) — советский военнослужащий, полный кавалер Ордена Славы.

## Биография
Родился в 1917 году в селе Примощаница Винницкого уезда Подольской губернии Российской империи (ныне — Жмеринского района Винницкой области Украины) в крестьянской семье. По национальности — украинец.
Получил начальное образование. Работал в колхозе. В 1941—1944 годах пережил оккупацию Вермахтом.
29 марта 1944 года призван в армию Барским районным военным комиссариатом (Барского района Винницкой области Украинской Советской Социалистической Республики СССР). На фронте с 21 апреля.
Воевал в составе 1128-го стрелкового полка (с 26 апреля 1944 года — 1128-го стрелкового Тарнопольского полка) 336-й стрелковой Житомирской дивизии (с 19 февраля 1945 года — 336-й стрелковой Житомирской ордена Суворова II степени дивизии), участвовавшей в битве за Москву, 15-го стрелкового корпуса (с 1 марта 1945 года — 28-го стрелкового корпуса; с 1 мая 1945 года — 15-го стрелкового корпуса) 60-й армии 1-го Украинского фронта (с 1 мая 1945 года — 4-го Украинского фронта).
Участвовал в Львовско-Сандомирской, Висло-Одерской, Нижне-Силезской, Верхне-Силезской, Моравско-Остравской и Пражской наступательных операциях.
13 июля 1944 года, в ходе Львовско-Сандомирской наступательной операции, при прорыве первой полосы вражеской обороны пулемётный расчёт младшего сержанта, пулемётчика Бринько уничтожил 25 немецких солдат.
На следующий день, 14 июля, при освобождении сёл Кругов и Сасув Золочевского района Львовской области УССР СССР (ныне — Золочевской городской общины Золочевского района Львовской области Украины) истребил свыше 50 вражеских солдат.
28 января 1945 года, в ходе Висло-Одерской наступательной операции, командир стрелкового отделения, младший сержант Бринько участвовал в ликвидации окружённой группировки противника восточнее населённого пункта Цулув (в 11 километрах к югу от города Катовице Республики Польша (ныне — Силезского воеводства Республики Польша). Стрелковое отделение под его командованием уничтожило 50 неприятелей и две пулемётных точки, а также захватило 20 солдат в плен.
8 мая 1945 года, в ходе Пражской наступательной операции, разведчик Бринько в составе группы из пяти солдат обнаружил расположение противника и его огневых точек под населённым пунктом Диттерсдорф (в 15 километрах к северо-западу от города Оломоуц Чехо-Словацкой Республики; ныне — Оломоуцкого края Чешской Республики), а после обнаружения его разведывательной группы вступил в неравный бой и уничтожил 7 немецких солдат.
Сведений о послевоенной судьбе младшего сержанта Бринько установить не удалось.

## Награды
- Орден Славы III степени[1][2][3][4][5][6] (5 августа 1944 года[1][2][4][5][6]):

«За образцовое выполнение боевых заданий Командования на фронте борьбы с немецкими захватчиками и проявленные при этом доблесть и мужество», — 

Приказ частям 336-й стрелковой дивизии от 5 августа 1944 года № 025/н.
- Орден Славы II степени[1][2][3][4][5][6] (30 марта 1945 года[1][2][4][5][6]):

«За образцовое выполнение боевых заданий Командования на фронте борьбы с немецкими захватчиками и проявленные при этом доблесть и мужество», — 

Приказ войскам 60-й армии от 30 марта 1945 года № 053/н.
- Орден Славы I степени[1][2][3][4][5][6] (15 мая 1946 года[1][2][4][5][6]):

«За образцовое выполнение боевых заданий Командования на фронте борьбы с немецкими захватчиками и проявленные при этом доблесть и мужество», —

Указ Президиума Верховного Совета Союза Советских Социалистических Республик от 15 мая 1946 года.